# 石川徹
石川 徹（いしかわ とおる、1913年〈大正2年〉3月30日 - 1997年〈平成9年〉9月10日）は、日本の国文学者。専門は、源氏物語を中心とした中古文学研究。愛知教育大学名誉教授。東京市芝区高輪生まれ。

## 来歴
東京府立第六中学校（現：東京都立新宿高等学校）、東京府立高等学校（現：首都大学東京）を卒業した。1936年（昭和11年）に東京帝国大学（現：東京大学）文学部国文学科を卒業した（卒業論文「古代小説の構想の展開」）。
旧制新潟県立新潟中学校（現：新潟県立新潟高等学校）・愛知一中・府立第六中学校教諭を務めた。1945年（昭和20年）9月に神戸女学院専門学校教授に就任し、関西学院大学講師を兼務した。1947年（昭和22年）正月に愛知第一師範学校講師、2月に教綬に着任した。1949年（昭和24年）から1974年（昭和49年）4月まで、愛知教育大学（元愛知学芸大学）教授、名古屋大学講師等を務めた。
1974年（昭和49年）に東京女子医科大学教授に就任し、1978年（昭和53年）定年退職後、同年から1997年（平成9年）まで帝京大学文学部教授を務めた。その間、名古屋大学・お茶の水女子大学大学院・日本女子大学講師などを務めた。

## 人物
父・石川剛は第一高等学校の仏文教授で仏国の文学博士、兄・石川登志夫は仏文学者である。相撲、剣道、将棋、落語、講談、歌舞伎、映画などの趣味を持った。
昭和61年（1986年）4月29日、勲三等旭日中綬章を受勲。平成9年（1997年）9月10日、正四位に叙せられる。

## 著作

### 単著
- うつほ物語秘琴抄（1950年、川瀬書店 / 復刻版：1999年、クレス出版）
- 古代小説史稿：源氏物語と其前後（1958年、刀江書院 / 増訂版：1996年、パルトス社）
- 平安時代物語文学論（1979年、笠間書院）
- 王朝小説論（1992年、新典社、ISBN 978-4787940469）
- 楊梅園歌文集（1992年、武蔵野書院、ISBN 4-8386-0373-8）

### 記念論文集
- 愛知教育大学国語国文学報：石川徹退官記念号、第二十七集（1974年）
- 平安時代の作家と作品（1992年、武蔵野書院、ISBN 4-8386-0125-5）

### 共編著
- 狭衣物語（一）（1954年、騒人社  松村博司と共編）
- 日本古典全書 ：狭衣物語 上（1965年、朝日新聞社、松村博司と共著）
- 日本古典全書：狭衣物語 下（1967年、朝日新聞社、松村博司と共著）

### 校訂など
- 源氏物語 桐壺（1951年、日進社出版部、松村博司と共編シリーズの内の担当書）
- 源氏物語 橋姫・浮舟 （1952年、文京書院）
- 源氏物語 須磨 （1953年、日進社出版部、松村博司と共編シリーズの内の担当書）
- 中学生の古典文学：竹取物語（1956年、至文堂、長谷川昭子と共訳）
- 宮内庁書陵部蔵 青表紙本 源氏物語 末摘花（1968・1979・1981・1991年）新典社
- 校注 夜半の寝覚（1981年、武蔵野書院）
- 新潮日本古典集成：大鏡（1989年、新潮社、ISBN 9784106203824 / 新装版：2017年、ISBN 9784106208317）

### 分担執筆
ここで挙げられた論文・解説類は主に文献に基づく。その他の雑誌論文については、国文学論文目録データベース 国文学研究資料館より「石川徹」で検索可。

#### 所収論文
- 「光る源氏と輝く藤壺：勢語の発展としての源語の主想」『源氏物語講座中巻』（東京大学源氏物語研究会編、1949年、紫の故郷舎）
- 「土佐日記に於ける虚構の意義」『国文学の新研究』（藤村博士帰還記念論文集・中部国文学会共編　1950年　愛知書院）
- 「物語文学論：物語文学の本質と王朝小説の推移」『日本文学の全貌』（中部国文学会編、1951年）
- 「うつほ物語の著作年代と作者」『宇津保物語新論』（宇津保物語研究会編、古典文庫、1958年）
- 「宇津保物語出典新考」『宇津保物語新攷』（宇津保物語研究会編、古典文庫、1966年）
- 「物語文学の成立と展開」『講座日本文学』第3巻『中古編Ⅰ』（全国大学国語国文学会監修、1968年、三省堂）
- 「紫式部日記管見：「思ひかけたりし心」をめぐって」『源氏物語とその周辺：古代文学論叢 第二輯』（紫式部学会編、1971年、武蔵野書院）
- 「うつほ物語の人間像：源氏物語との比較を中心に」『宇津保物語論集』（宇津保物語研究会編、古典文庫。1973年）

#### 解説など
- 「玉かつら」『源氏物語とその人々』（井本農一編、1949年、紫の故郷舎）
- 「現代かなづかいについて」『現在の国語国字問題』（愛知第一師範学校教育研究所・中部国文学会共編　1949年、川瀬書店）
- 「日本文学研究文献解題」（一般）
  - 『日本文学講座』第8巻（折口信夫・久松潜一・片岡良一監修、1951年、河出書房）
  - 『日本文学講座』（増訂版）第7巻（折口信夫・久松潜一・片岡良一・麻生磯次監修、1955年、河出書房）
- 「宇津保物語」『日本文学史 中古編』1955年『改訂新版 日本文学史 中古編』1964年『新版日本文学史2中古』1971年（久松潜一編、至文堂）
- 「人名用漢字別表」・「当用漢字表補正案」『国語ハンドブック』（愛知学芸大学名古屋教育研究所編、1958年）
- 「源氏物語解説」ほか数項目『永遠に生きる 源氏物語展』（朝日新聞名古屋本社企画課編、1959年）
- 「宇津保物語」「石清水物語」　『世界文学大事典』（平凡社、1959年）
- 「大鏡」講座『解釈と文法』第4巻（明治書院、1960年）
- 「宇津保物語」・「落窪物語」・「竹取物語」・「堤中納言物語」・「平中物語」　『日本文学鑑賞辞典　古典編』（吉田精一編　1960年　東京堂）
- 「宇津保物語」・「源氏物語」　『国文学集覧』（中部国文学会編、1963年、くろしお出版）
- 「古典の学習指導」『国語教育法』（大学国語教育研究会編、1964年、くろしお出版）
- 「うつほ物語」の項を野口元大と分担　『平安朝文学史』（久松潜一・西下経一編　1965年　明治書院）
- 「源氏物語語彙辞典」『源氏物語必携』（秋山虔編、1967年、學燈社）
- 「宇津保物語」『新潮日本文学小辞典』（1968年、新潮社）
- 「末摘花」巻の解説・系図・注『宮内庁書陵部蔵青表紙証本源氏物語』（山岸徳平・今井源衛編、1968年）
- 「末摘花」・「明石の上」『源氏物語講座』第3巻・第4巻（1971年、有精堂）
- 「葵の上の生涯」『講座　源氏物語の世界』第3集　葵巻 - 明石巻（1981年、有斐閣）
- 「私の源氏物語研究　小学校恩師の訓えに導かれて」『源氏物語とは何か（源氏物語講座１）』（1991年、勉誠社）